# قره‌آغاج (زنجان)
قره اغاج (زنجان)، روستایی از توابع بخش زنجانرود شهرستان زنجان در استان زنجان ایران است.
قره آغاجلو. [ ق َ رَ ] (اِخ ) دهی جزء دهستان کاغذکنان بخش کاغذکنان شهرستان میانه واقع در 15 هزارگزی جنوب آقکند و 11500 گزی شوسه ٔ میانه به زنجان . موقع جغرافیایی آن کوهستانی و هوای آن معتدل است . سکنه ٔ آن 114 تن . آب آن از دو رشته چشمه و محصولات آن غلات و حبوبات و سردرختی و شغل اهالی زراعت و گله داری و صنایع دستی زنان جاجیم بافی است . راه مالرو دارد. (از فرهنگ جغرافیایی ایران ج 4).

## جمعیت
این روستا در دهستان زنجان‌رود پایین قرار دارد و براساس سرشماری مرکز آمار ایران در سال ۱۳۸۵، جمعیت آن ۳۸۴ نفر (۹۹خانوار) بوده‌است.